# 西本哲雄
西本 哲雄（にしもと てつお、1950年12月16日 - ）は、日本の元男子バレーボール選手、バレーボール指導者。1972年ミュンヘンオリンピック金メダリスト。

## 経歴
広島県広島市宇品（現南区宇品）出身。中学まではサッカー選手で、バレーボールは未経験だったが、崇徳高校入学後にバレーボール部に入部。体の大きさを買われてエースアタッカーとして鍛えられ、3年時の1968年、セッター・主将の米田一典らと高校総体で中大附属高校を降し優勝。同年国体では、柳本晶一がまだアタッカーだった大商大付属高校と当時のライバル校を降し優勝、崇徳初の高校2冠の原動力となった。（春高バレーは1970年から）
1969年、高校卒業後、先輩・猫田勝敏らのいた地元チーム・専売広島（現JTサンダーズ）入りし、猫田と共にチームを牽引した。1973年の第7回日本リーグでは、チームを史上最高の二位に躍進させた。1973年、日本リーグ ブロック賞、1972年～1974年、三年連続日本リーグベスト6、1976年、1978年、ベスト6。しかし1960年代後半は松下電器（現パナソニック・パンサーズ）、日本鋼管が、1970年代は日本鋼管、新日本製鐵（現堺ブレイザーズ）が強く、日本リーグや全日本都市対抗（黒鷲旗）などで2位3位に甘んじることが多かった。
1972年、日本リーグで森田淳悟に次ぐブロック二位の実績を挙げると、21歳で全日本代表に選ばれ、ミュンヘンオリンピックにチーム最年少で出場。12人の正式代表の土壇場での選出だった。予選リーグでは猫田とのクイック攻撃が冴えレギュラーメンバーで大活躍。決勝リーグではレギュラーでは無かったものの、思わぬ苦戦を強いられた準決勝のブルガリア戦で、2セットを落とし追い詰められて迎えた第3セット、0-4とリードされた土壇場で最年長の南将之、主将・中村祐造と共にコートに立ち、流れを変えて、奇跡の逆転勝ちを呼び、男子バレーボール悲願の金メダル世界一につなげた。
その後も長い期間全日本の主力として活躍、名センター・森田淳悟が抜けた後、深尾吉英や小田勝美とポジションを争って、レギュラーセンターを務めた。
1976年、モントリオール五輪で、全日本は田中幹保以外の大砲が育たず苦戦、4位に終わったが西本も準決勝のポーランド戦で速攻を読まれ、惨敗の因を作るなど精彩を欠いた。1977年、ワールドカップでは、銀メダル獲得に貢献。
ミュンヘン金メダリストでは最後まで全日本に招集され、1981年ワールドカップ後に代表を外れた。
1982年、全日本ジュニア男子コーチ就き、のちに監督に就任した。所属の専売広島では1983年から5年間監督を務めた。
2007年10月、大分三好ヴァイセアドラー監督に就任も翌年3月に退団。

## 球歴
- 全日本としての主な国際大会出場歴
  - オリンピック - 1972年、1976年
  - 世界選手権 - 1974年、1978年
  - ワールドカップ - 1977年、1981年

## 受賞歴
- 1973年 - 第6回日本リーグ ベスト6
- 1974年 - 第7回日本リーグ 敢闘賞、ブロック賞、ベスト6
- 1975年 - 第8回日本リーグ ベスト6
- 1976年 - 第9回日本リーグ ベスト6
- 1977年 - 第10回日本リーグ ベスト6
- 1979年 - 第12回日本リーグ ベスト6

## 所属チーム
- 崇徳高校
- 専売広島